# Mamlyutka
Mamlyutka (ryska: Мамлютка) är en ort i Kazakstan.   Den ligger i oblystet Nordkazakstan, i den norra delen av landet, 500 km norr om huvudstaden Astana. Mamlyutka ligger 133 meter över havet och antalet invånare är 7 320.
Terrängen runt Mamlyutka är mycket platt. Runt Mamlyutka är det glesbefolkat, med 8 invånare per kvadratkilometer. Det finns inga andra samhällen i närheten. Omgivningarna runt Mamlyutka är en mosaik av jordbruksmark och naturlig växtlighet.